# Premio Locus per il miglior romanzo breve
Il Premio Locus per il miglior romanzo breve (Locus Award for Best Novella) è un premio letterario conferito con cadenza annuale della rivista mensile statunitense Locus, facente parte dei Premi Locus, consegnato dal 2006  al Experience Music Project and Science Fiction Museum and Hall of Fame di Seattle.
Il premio viene consegnato con cadenza annuale dal 1973 La classifica avviene tramite votazione dei lettori per opere pubblicate l'anno precedente; tale modalità di attribuzione differenzia il premio da molti altri che, invece, vengono assegnati in base alle votazioni di una giuria di esperti del settore. Pur non avendo collegamenti con esso il premio Locus è stato sin dalla sua prima edizione pensato per dare indicazioni alla giuria del premio Hugo circa le opere maggiormente meritorie da premiare.
Il primo a ricevere il premio è stato Frederik Pohl, per Alpha-Aleph (The Gold at the Starbow's End),  pubblicato nel 1972.
Nel corso dei 45 anni di edizione, 32 persone si sono aggiudicate il premio: tra queste figurano i pluripremiati Lucius Shepard con quattro premi, John Varley con tre premi e Gene Wolfe, Robert Silverberg, Michael Bishop, Ursula K. Le Guin, Connie Willis, Kelly Link, Catherynne M. Valente e Nancy Kress con due premi ciascuno.

## Regolamento
Aggiornato al 1 febbraio 2019
Ogni anno, sul sito ufficiale Locus e sulla rivista, in un'apposita sezione denominata Locus Poll and Survey viene pubblicato il regolamento seguito dall'apposita scheda per il voto, online o cartaceo, del concorso per i premi Locus. Il regolamento è inerente ai vincoli di voto per le opere apparse l'anno precedente.
Al 49 ° concorso dei premi Locus (2019) sono presenti 16 differenti categorie. In ogni categoria possono essere votate fino a cinque opere o candidati, classificandoli da 1 (primo posto) fino a 5 (quinto posto).
Le opzioni di voto sono basate su un'apposita lista di letture raccomandate, facilitando enormemente il conteggio dei risultati, nonostante la lista, l'elettore può utilizzare delle apposite caselle di scrittura per votare altri titoli e candidati non elencati, in qualsiasi categoria.
Non è possibile votare più di un'opera in una categoria con lo stesso rango (ad esempio, due selezioni classificate al 1 ° posto), se lo scrutinio evidenziasse delle anomalie oppure un doppio rango, i voti verranno ignorati in quella categoria. Non è possibile votare per la stessa opera più di una volta, eccetto il premio Locus per il miglior romanzo, che potrebbe anche essere indicato anche come premio Locus per la miglior opera prima.
A differenza dei premi Hugo e Nebula i premi Locus hanno requisiti di eleggibilità in qualche modo diversi, sono aperti a pubblicazioni o opere che sono apparse per la prima volta, in qualsiasi parte del mondo, durante l'anno solare, con un margine di preavviso per i piccoli editori o le pubblicazioni in ritardo.
L'elettore ha la possibilità di lasciare alcune categorie vuote o di compilarle parzialmente, nonché quella di compilare l'intero sondaggio.
La scadenza per i voti è sancita per il 15 aprile.
Tutti i voti, sia degli abbonati che dei non abbonati, sono da considerarsi validi a condizione che vengano inclusi il nome, l'e-mail e le informazioni del sondaggio e non violino le regole di voto.

## Dal 1973 al 1979
Vincitori del Premio Locus miglior romanzo breve
| Anno | Fotografia vincitori            | Vincitori e candidati               | Romanzo breve                                                       | Note    |
| ---- | ------------------------------- | ----------------------------------- | ------------------------------------------------------------------- | ------- |
| 1973 |                                 | Frederik Pohl                       | Alpha-Aleph (The Gold at the Starbow's End)                         | [ N 1 ] |
| 1973 | Ursula K. Le Guin               | Il mondo della foresta              |                                                                     | [ N 1 ] |
| 1973 | Gene Wolfe                      | La quinta testa di Cerbero          |                                                                     | [ N 1 ] |
| 1973 | Joe Haldeman                    | Soldato Mandella                    |                                                                     | [ N 1 ] |
| 1973 | James Blish                     | Midsummer Century                   |                                                                     | [ N 1 ] |
| 1974 |                                 | Gene Wolfe                          | La morte del dottor Isola (The Death of Doctor Island)              | [ N 2 ] |
| 1974 | Michael Bishop                  | The White Otters of Childhood       |                                                                     | [ N 2 ] |
| 1974 | Robert Silverberg               | The Feast of St. Dionysus           |                                                                     | [ N 2 ] |
| 1974 | Philip José Farmer              | Sketches Among the Ruins of My Mind |                                                                     | [ N 2 ] |
| 1974 | Gardner Dozois                  | Chains of the Sea                   |                                                                     | [ N 2 ] |
| 1975 |                                 | Robert Silverberg                   | L'amore al tempo dei morti o Nati con la morte (Born with the Dead) | [ N 3 ] |
| 1975 | George R. R. Martin             | Un canto per Lya                    |                                                                     | [ N 3 ] |
| 1975 | Norman Spinrad                  | Riding the Torch                    |                                                                     | [ N 3 ] |
| 1975 | Jack Vance                      | Assalto a una città                 |                                                                     | [ N 3 ] |
| 1975 | Gardner Dozois                  | Strangers                           |                                                                     | [ N 3 ] |
| 1976 |                                 | Lisa Tuttle / George R. R. Martin   | Tempeste (The Storms of Windhaven)                                  | [ N 4 ] |
| 1976 | Roger Zelazny                   | Il "Boia" torna a casa              |                                                                     | [ N 4 ] |
| 1976 | Larry Niven                     | Ai confini di Sol                   |                                                                     | [ N 4 ] |
| 1976 | Algis Budrys                    | I silenziosi occhi del tempo        |                                                                     | [ N 4 ] |
| 1976 | Larry Niven                     | Arm                                 |                                                                     | [ N 4 ] |
| 1977 |                                 | Michael Bishop                      | The Samurai and the Willows                                         | [ N 5 ] |
| 1977 | Richard Cowper                  | Piper at the Gates of Dawn          |                                                                     | [ N 5 ] |
| 1977 | James Tiptree Jr.               | Houston, Houston, ci sentite?       |                                                                     | [ N 5 ] |
| 1977 | Gregory Benford / Gordon Eklund | The Anvil of Jove                   |                                                                     | [ N 5 ] |
| 1977 | Gene Wolfe                      | The Eyeflash Miracles               |                                                                     | [ N 5 ] |
| 1978 |                                 | Spider Robinson / Jeanne Robinson   | Stardance                                                           | [ N 6 ] |
| 1978 | Gregory Benford                 | A Snark in the Night                |                                                                     | [ N 6 ] |
| 1978 | Vonda N. McIntyre               | Aztecs                              |                                                                     | [ N 6 ] |
| 1978 | Clifford D. Simak               | Auk House                           |                                                                     | [ N 6 ] |
| 1978 | Robert Thurston                 | The Mars Ship                       |                                                                     | [ N 6 ] |
| 1979 |                                 | John Varley                         | La persistenza della visione (The Persistence of Vision)            | [ N 7 ] |
| 1979 | Christopher Priest              | The Watched                         |                                                                     | [ N 7 ] |
| 1979 | Gene Wolfe                      | Sette notti americane               |                                                                     | [ N 7 ] |
| 1979 | Michael Bishop                  | Hold Folks at Home                  |                                                                     | [ N 7 ] |
| 1979 | Joan D. Vinge                   | Nave incendiaria                    |                                                                     | [ N 7 ] |

## Dal 1980 al 1989
| Anno | Fotografia vincitori | Vincitori e candidati                            | Romanzo breve                                                                        | Note     |
| ---- | -------------------- | ------------------------------------------------ | ------------------------------------------------------------------------------------ | -------- |
| 1980 |                      | Barry B. Longyear                                | Mio caro nemico (Enemy Mine)                                                         | [ N 8 ]  |
| 1980 | Orson Scott Card     | Songhouse                                        |                                                                                      | [ N 8 ]  |
| 1980 | Christopher Priest   | Il parco del tempo                               |                                                                                      | [ N 8 ]  |
| 1980 | Frederik Pohl        | Mars Masked                                      |                                                                                      | [ N 8 ]  |
| 1980 | Hilbert Schenck      | The Battle of the Abaco Reefs                    |                                                                                      | [ N 8 ]  |
| 1981 |                      | George R. R. Martin                              | Dieci piccoli umani (Nightflyers) noto anche come I passeggeri della Nightflyer      | [ N 9 ]  |
| 1981 | Larry Niven          | The Patchwork Girl                               |                                                                                      | [ N 9 ]  |
| 1981 | Richard Cowper       | The Web of the Magi                              |                                                                                      | [ N 9 ]  |
| 1981 | Michael Shea         | L'autopsia                                       |                                                                                      | [ N 9 ]  |
| 1981 | Marta Randall        | Dangerous Games                                  |                                                                                      | [ N 9 ]  |
| 1982 |                      | John Varley                                      | Blue Champagne                                                                       | [ N 10 ] |
| 1982 | Poul Anderson        | Il gioco di Saturno                              |                                                                                      | [ N 10 ] |
| 1982 | Phyllis Eisenstein   | In the Western Tradition                         |                                                                                      | [ N 10 ] |
| 1982 | Robert Silverberg    | The Desert of Stolen Dreams                      |                                                                                      | [ N 10 ] |
| 1982 | James Tiptree Jr.    | With Delicate Mad Hands                          |                                                                                      | [ N 10 ] |
| 1983 |                      | Joanna Russ                                      | Anime (Souls)                                                                        | [ N 11 ] |
| 1983 | George R. R. Martin  | Unsound Variations                               |                                                                                      | [ N 11 ] |
| 1983 | Robert Silverberg    | Thesme and the Ghayrog                           |                                                                                      | [ N 11 ] |
| 1983 | David Brin           | Il simbolo della rinascita                       |                                                                                      | [ N 11 ] |
| 1983 | Fritz Leiber         | Horrible Imaginings                              |                                                                                      | [ N 11 ] |
| 1984 |                      | Michael Bishop                                   | Marito Habilis (Her Habiline Husband)                                                | [ N 12 ] |
| 1984 | Timothy Zahn         | Punto di caduta                                  |                                                                                      | [ N 12 ] |
| 1984 | David R. Palmer      | Seeking                                          |                                                                                      | [ N 12 ] |
| 1984 | Robert Silverberg    | Viaggio verso casa                               |                                                                                      | [ N 12 ] |
| 1984 | Greg Bear            | Lotta dura noto anche come L'ora della battaglia |                                                                                      | [ N 12 ] |
| 1985 |                      | John Varley                                      | Premi Enter (PRESS ENTER[])                                                          | [ N 13 ] |
| 1985 | C. J. Cherryh        | The Scapegoat                                    |                                                                                      | [ N 13 ] |
| 1985 | Stephen King         | La ballata della pallottola flessibile           |                                                                                      | [ N 13 ] |
| 1985 | Frederik Pohl        | La vescica                                       |                                                                                      | [ N 13 ] |
| 1985 | Lucius Shepard       | A Traveler's Tale                                |                                                                                      | [ N 13 ] |
| 1986 |                      | James Tiptree Jr.                                | L'unica cosa sana da fare (The Only Neat Thing to Do)                                | [ N 14 ] |
| 1986 | Robert Silverberg    | Salpare per Bisanzio                             |                                                                                      | [ N 14 ] |
| 1986 | Kim Stanley Robinson | Marte Verde                                      |                                                                                      | [ N 14 ] |
| 1986 | George R. R. Martin  | The Plague Star                                  |                                                                                      | [ N 14 ] |
| 1986 | Roger Zelazny        | 24 vedute del monte Fuji, di Hokusai             |                                                                                      | [ N 14 ] |
| 1987 |                      | Lucius Shepard                                   | Piste di guerra (R&R)                                                                | [ N 15 ] |
| 1987 | Kim Stanley Robinson | Escape from Kathmandu                            |                                                                                      | [ N 15 ] |
| 1987 | John Varley          | Tango Charlie e Foxtrot Romeo                    |                                                                                      | [ N 15 ] |
| 1987 | Robert Silverberg    | Gilgamesh all'inferno                            |                                                                                      | [ N 15 ] |
| 1987 | James Tiptree Jr.    | Collisione                                       |                                                                                      | [ N 15 ] |
| 1988 |                      | Robert Silverberg                                | Comunione segreta (The Secret Sharer)                                                | [ N 16 ] |
| 1988 | Kim Stanley Robinson | L'esperto di geometria cieco                     |                                                                                      | [ N 16 ] |
| 1988 | Orson Scott Card     | Occhio per occhio                                |                                                                                      | [ N 16 ] |
| 1988 | Kim Stanley Robinson | La dea madre del mondo                           |                                                                                      | [ N 16 ] |
| 1988 | Harry Turtledove     | Superwine                                        |                                                                                      | [ N 16 ] |
| 1989 |                      | Lucius Shepard                                   | La bellissima figlia del cercatore di scaglie (The Scalehunter's Beautiful Daughter) | [ N 17 ] |
| 1989 | Connie Willis        | The Last of the Winnebagos                       |                                                                                      | [ N 17 ] |
| 1989 | Norman Spinrad       | Journals of the Plague Years                     |                                                                                      | [ N 17 ] |
| 1989 | Walter Jon Williams  | Surfacing                                        |                                                                                      | [ N 17 ] |
| 1989 | James Tiptree Jr.    | The Color of Neanderthal Eyes                    |                                                                                      | [ N 17 ] |

## Dal 1990 al 1999
| Anno | Fotografia vincitori          | Vincitori e candidati                               | Romanzo breve                                                                | Note     |
| ---- | ----------------------------- | --------------------------------------------------- | ---------------------------------------------------------------------------- | -------- |
| 1990 |                               | Lucius Shepard                                      | Il padre delle gemme (The Father of Stones)                                  | [ N 18 ] |
| 1990 | Howard Waldrop                | A Dozen Tough Jobs                                  |                                                                              | [ N 18 ] |
| 1990 | Lois McMaster Bujold          | Il labirinto / Le montagne del dolore               |                                                                              | [ N 18 ] |
| 1990 | Orson Scott Card              | Pageant Wagon                                       |                                                                              | [ N 18 ] |
| 1990 | Connie Willis                 | Time Out                                            |                                                                              | [ N 18 ] |
| 1991 |                               | Kim Stanley Robinson                                | Anello intorno al mondo (A Short, Sharp Shock)                               | [ N 19 ] |
| 1991 | Greg Bear                     | Zero assoluto                                       |                                                                              | [ N 19 ] |
| 1991 | Joe Haldeman                  | Il paradosso Hemingway                              |                                                                              | [ N 19 ] |
| 1991 | Pat Murphy                    | Bones                                               |                                                                              | [ N 19 ] |
| 1991 | Robert Silverberg             | Lion Time in Timbuctoo                              |                                                                              | [ N 19 ] |
| 1992 |                               | Kristine Kathryn Rusch                              | The Gallery of His Dreams                                                    | [ N 20 ] |
| 1992 | Nancy Kress                   | Mendicanti di Spagna                                |                                                                              | [ N 20 ] |
| 1992 | Michael Swanwick              | L'uovo di grifone                                   |                                                                              | [ N 20 ] |
| 1992 | Connie Willis                 | Jack                                                |                                                                              | [ N 20 ] |
| 1992 | Poul Anderson                 | Stella del mare                                     |                                                                              | [ N 20 ] |
| 1993 |                               | Lucius Shepard                                      | Barnacle Bill lo spaziale (Barnacle Bill the Spacer)                         | [ N 21 ] |
| 1993 | Frederik Pohl                 | Stopping at Slowyear                                |                                                                              | [ N 21 ] |
| 1993 | Kate Wilhelm                  | I nomi dei fiori                                    |                                                                              | [ N 21 ] |
| 1993 | Isaac Asimov                  | Cleon the Emperor                                   |                                                                              | [ N 21 ] |
| 1993 | Bradley Denton                | The Territory                                       |                                                                              | [ N 21 ] |
| 1994 |                               | Harlan Ellison                                      | Mefisto in Onyx                                                              | [ N 22 ] |
| 1994 | Nancy Kress                   | Dancing on Air                                      |                                                                              | [ N 22 ] |
| 1994 | Jack Cady                     | Sulla strada                                        |                                                                              | [ N 22 ] |
| 1994 | Dan Simmons                   | Flash-back                                          |                                                                              | [ N 22 ] |
| 1994 | Walter Jon Williams           | Acqua, pietra, arte                                 |                                                                              | [ N 22 ] |
| 1995 |                               | Ursula K. Le Guin                                   | Il giorno del perdono (Forgiveness Day)                                      | [ N 23 ] |
| 1995 | Mike Resnick                  | Nell'abisso di Olduvai                              |                                                                              | [ N 23 ] |
| 1995 | Robert Silverberg             | Via Roma                                            |                                                                              | [ N 23 ] |
| 1995 | Michael Bishop                | Cri de Coeur                                        |                                                                              | [ N 23 ] |
| 1995 | Gregory Benford               | Soon Comes Night                                    |                                                                              | [ N 23 ] |
| 1996 |                               | Connie Willis                                       | Strani occhi (Remake)                                                        | [ N 24 ] |
| 1996 | Ursula K. Le Guin             | Un uomo del popolo / Liberazione della donna        |                                                                              | [ N 24 ] |
| 1996 | Nancy Kress                   | Fault Lines                                         |                                                                              | [ N 24 ] |
| 1996 | Poul Anderson                 | Harvest the Fire                                    |                                                                              | [ N 24 ] |
| 1996 | Allen Steele                  | La morte di Capitan Futuro                          |                                                                              | [ N 24 ] |
| 1997 |                               | Connie Willis                                       | Il fattore invisibile (Bellwether)                                           | [ N 25 ] |
| 1997 | George R. R. Martin           | Sangue di drago                                     |                                                                              | [ N 25 ] |
| 1997 | Lucius Shepard                | Human History                                       |                                                                              | [ N 25 ] |
| 1997 | Peter S. Beagle               | The Unicorn Sonata                                  |                                                                              | [ N 25 ] |
| 1997 | Jack Cady                     | Kilroy Was Here                                     |                                                                              | [ N 25 ] |
| 1998 |                               | Allen Steele                                        | "...dove gli angeli temono d'avventurarsi" ("...Where Angels Fear to Tread") | [ N 26 ] |
| 1998 | Peter S. Beagle               | Giant Bones                                         |                                                                              | [ N 26 ] |
| 1998 | Fritz Leiber                  | L'esperimento di Daniel Kesserich                   |                                                                              | [ N 26 ] |
| 1998 | Stephen King                  | Tutto è fatidico                                    |                                                                              | [ N 26 ] |
| 1998 | Robert Reed                   | Marrow                                              |                                                                              | [ N 26 ] |
| 1999 |                               | Greg Egan                                           | Il culto degli oceani                                                        | [ N 27 ] |
| 1999 | Ursula K. Le Guin             | Libellula                                           |                                                                              | [ N 27 ] |
| 1999 | George R. R. Martin           | Il cavaliere errante. Una storia dei Sette Regni    |                                                                              | [ N 27 ] |
| 1999 | Avram Davidson / Grania Davis | The Boss in the Wall: A Treatise on the House Devil |                                                                              | [ N 27 ] |
| 1999 | Ian R. MacLeod                | Le isole dell'estate                                |                                                                              | [ N 27 ] |

## Dal 2000 al 2010
| Anno | Fotografia vincitori               | Vincitori e candidati              | Romanzo breve                                | Note     |
| ---- | ---------------------------------- | ---------------------------------- | -------------------------------------------- | -------- |
| 2000 |                                    | Dan Simmons                        | Gli orfani di Helix (Orphans of the Helix)   | [ N 28 ] |
| 2000 | Lucius Shepard                     | Crocodile Rock                     |                                              | [ N 28 ] |
| 2000 | Connie Willis                      | I venti di Marble Arch             |                                              | [ N 28 ] |
| 2000 | Ursula K. Le Guin                  | Old Music and the Slave Women      |                                              | [ N 28 ] |
| 2000 | Greg Bear                          | The Way of All Ghosts              |                                              | [ N 28 ] |
| 2001 |                                    | Lucius Shepard                     | Radiosa stella verde (Radiant Green Star)    | [ N 29 ] |
| 2001 | Greg Egan                          | Oracle                             |                                              | [ N 29 ] |
| 2001 | George R. R. Martin                | Path of the Dragon                 |                                              | [ N 29 ] |
| 2001 | Ted Chiang                         | Settantadue lettere                |                                              | [ N 29 ] |
| 2001 | Michael Bishop                     | Blue Kansas Sky                    |                                              | [ N 29 ] |
| 2002 |                                    | Ursula K. Le Guin                  | Il trovatore (The Finder)                    | [ N 30 ] |
| 2002 | Vernor Vinge                       | Tempi veloci a Fairmont High       |                                              | [ N 30 ] |
| 2002 | Andy Duncan                        | The Chief Designer                 |                                              | [ N 30 ] |
| 2002 | Connie Willis                      | deck.halls@boughs/holly            |                                              | [ N 30 ] |
| 2002 | Lucius Shepard                     | Eternity and Afterward             |                                              | [ N 30 ] |
| 2003 |                                    | China Miéville                     | Specchi irriflessi (The Tain)                | [ N 31 ] |
| 2003 | Ursula K. Le Guin                  | Paradises Lost                     |                                              | [ N 31 ] |
| 2003 | Paul Di Filippo                    | Un anno nella città lineare        |                                              | [ N 31 ] |
| 2003 | Charles de Lint                    | Seven Wild Sisters                 |                                              | [ N 31 ] |
| 2003 | John Kessel                        | Storie di uomini                   |                                              | [ N 31 ] |
| 2004 |                                    | Vernor Vinge                       | I simulacri (The Cookie Monster)             | [ N 32 ] |
| 2004 | Connie Willis                      | Just Like the Ones We Used to Know |                                              | [ N 32 ] |
| 2004 | Kage Baker                         | L'imperatrice di Marte             |                                              | [ N 32 ] |
| 2004 | George R. R. Martin                | La spada giurata                   |                                              | [ N 32 ] |
| 2004 | Lucius Shepard                     | Ariel                              |                                              | [ N 32 ] |
| 2005 |                                    | Gene Wolfe                         | Golden City Far                              | [ N 33 ] |
| 2005 | Charles Stross                     | Giungla di cemento                 |                                              | [ N 33 ] |
| 2005 | Bradley Denton                     | Il sergente Chip                   |                                              | [ N 33 ] |
| 2005 | Lucius Shepard                     | Viator                             |                                              | [ N 33 ] |
| 2005 | Stephen Baxter                     | Mayflower II                       |                                              | [ N 33 ] |
| 2006 |                                    | Kelly Link                         | Magia per principianti (Magic for Beginners) | [ N 34 ] |
| 2006 | Connie Willis                      | La voce dall'aldilà                |                                              | [ N 34 ] |
| 2006 | Cory Doctorow                      | Human Readable                     |                                              | [ N 34 ] |
| 2006 | Jeffrey Ford                       | The Cosmology of the Wider World   |                                              | [ N 34 ] |
| 2006 | James Patrick Kelly                | L'utopia di Walden                 |                                              | [ N 34 ] |
| 2007 |                                    | Charles Stross                     | Universo distorto (Missile Gap)              | [ N 35 ] |
| 2007 | Joe Haldeman                       | The Mars Girl                      |                                              | [ N 35 ] |
| 2007 | Michael Swanwick                   | Lord Weary's Empire                |                                              | [ N 35 ] |
| 2007 | Jeffrey Ford                       | Botch Town                         |                                              | [ N 35 ] |
| 2007 | M. Rickert                         | Map of Dreams                      |                                              | [ N 35 ] |
| 2008 |                                    | Cory Doctorow                      | Infoguerra (After the Siege)                 | [ N 36 ] |
| 2008 | Gene Wolfe                         | Memorare                           |                                              | [ N 36 ] |
| 2008 | Connie Willis                      | All Seated on the Ground           |                                              | [ N 36 ] |
| 2008 | Lucius Shepard                     | Le stelle senzienti                |                                              | [ N 36 ] |
| 2008 | Dan Simmons                        | Muse of Fire                       |                                              | [ N 36 ] |
| 2009 |                                    | Kelly Link                         | Piccoli mostri da incubo (Pretty Monsters)   | [ N 37 ] |
| 2009 | Nancy Kress                        | La connessione Erdmann             |                                              | [ N 37 ] |
| 2009 | Ian McDonald                       | The Tear                           |                                              | [ N 37 ] |
| 2009 | Philip Pullman                     | Once Upon a Time in the North      |                                              | [ N 37 ] |
| 2009 | Benjamin Rosenbaum / Cory Doctorow | True Names                         |                                              | [ N 37 ] |

## Dal 2010 al oggi
| Anno | Fotografia vincitori       | Vincitori e candidati | Romanzo breve                                                               | Note     |
| ---- | -------------------------- | --- | --------------------------------------------------------------------------- | -------- |
| 2010 |                            | Kage Baker | The Women of Nell Gwynne's                                                  | [ N 38 ] |
| 2010 | Charles Stross             | Palinsesto |                                                                             | [ N 38 ] |
| 2010 | Ian McDonald               | Il circo dei gatti di Vishnu                                                                                               |                                                                             | [ N 38 ] |
| 2010 | Nancy Kress                | Atto primo |                                                                             | [ N 38 ] |
| 2010 | James Morrow               | Shambling Towards Hiroshima                                                                                                |                                                                             | [ N 38 ] |
| 2011 |                            | Ted Chiang | Il ciclo di vita degli oggetti software (The Lifecycle of Software Objects) | [ N 39 ] |
| 2011 | Elizabeth Bear             | Bone and Jewel Creatures                                                                                                   |                                                                             | [ N 39 ] |
| 2011 | George R. R. Martin        | The Mystery Knight |                                                                             | [ N 39 ] |
| 2011 | Rachel Swirsky             | The Lady Who Plucked Red Flowers beneath the Queen’s Window                                                                |                                                                             | [ N 39 ] |
| 2011 | Alastair Reynolds          | L'Ultimo Cosmonauta |                                                                             | [ N 39 ] |
| 2012 |                            | Catherynne M. Valente | Silently and Very Fast                                                      | [ N 40 ] |
| 2012 | Kij Johnson                | The Man Who Bridged the Mist                                                                                               |                                                                             | [ N 40 ] |
| 2012 | Mary Robinette Kowal       | Kiss Me Twice |                                                                             | [ N 40 ] |
| 2012 | Robert Reed                | The Ants of Flanders |                                                                             | [ N 40 ] |
| 2012 | James P. Blaylock          | The Affair of the Chalk Cliffs                                                                                             |                                                                             | [ N 40 ] |
| 2013 |                            | Nancy Kress | Dopo la caduta (After the Fall, Before the Fall, During the Fall)           | [ N 41 ] |
| 2013 | Jay Lake                   | The Stars Do Not Lie |                                                                             | [ N 41 ] |
| 2013 | Walter Jon Williams        | The Boolean Gate |                                                                             | [ N 41 ] |
| 2013 | Elizabeth Bear             | In the House of Aryaman, a Lonely Signal Burns                                                                             |                                                                             | [ N 41 ] |
| 2013 | Aliette de Bodard          | On a Red Station, Drifting                                                                                                 |                                                                             | [ N 41 ] |
| 2014 |                            | Catherynne M. Valente | Six-Gun Snow White                                                          | [ N 42 ] |
| 2014 | Andy Duncan & Ellen Klages | Wakulla Springs |                                                                             | [ N 42 ] |
| 2014 | George R. R. Martin        | The Princess and the Queen, or, The Blacks and the Greens (La principessa e la regina. E altre storie di donne pericolose) |                                                                             | [ N 42 ] |
| 2014 | Caitlín R. Kiernan         | Black Helicopters |                                                                             | [ N 42 ] |
| 2014 | Robert Reed                | Precious Mental |                                                                             | [ N 42 ] |
| 2015 |                            | Nancy Kress | Yesterday's Kin                                                             | [ N 43 ] |
| 2015 | Patrick Rothfuss           | The Lightning Tree |                                                                             | [ N 43 ] |
| 2015 | Daryl Gregory              | We Are All Completely Fine                                                                                                 |                                                                             | [ N 43 ] |
| 2015 | Ken Liu                    | The Regular |                                                                             | [ N 43 ] |
| 2015 | Cory Doctorow              | The Man Who Sold the Moon                                                                                                  |                                                                             | [ N 43 ] |
| 2016 |                            | Alastair Reynolds | Slow Bullets                                                                | [ N 44 ] |
| 2016 | Lois McMaster Bujold       | Penric's Demon |                                                                             | [ N 44 ] |
| 2016 | Nnedi Okorafor             | Binti |                                                                             | [ N 44 ] |
| 2016 | Aliette de Bodard          | The Citadel of Weeping Pearls                                                                                              |                                                                             | [ N 44 ] |
| 2016 | Greg Egan                  | The Four Thousand, The Eight Hundred                                                                                       |                                                                             | [ N 44 ] |
| 2017 |                            | Seanan McGuire | Every Heart a Doorway                                                       | [ N 45 ] |
| 2017 | Kij Johnson                | The Dream-Quest of Vellitt Boe                                                                                             |                                                                             | [ N 45 ] |
| 2017 | Victor LaValle             | The Ballad of Black Tom |                                                                             | [ N 45 ] |
| 2017 | China Miéville             | This Census-Taker |                                                                             | [ N 45 ] |
| 2017 | Kai Ashante Wilson         | A Taste of Honey |                                                                             | [ N 45 ] |
| 2018 |                            | Martha Wells | Allarme rosso                                                               | [ N 46 ] |
| 2018 | Caitlín R. Kiernan         | Agents of Dreamland |                                                                             | [ N 46 ] |
| 2018 | Sarah Pinsker              | And Then There Were (N – One)                                                                                              |                                                                             | [ N 46 ] |
| 2018 | Nnedi Okorafor             | Binti: Home |                                                                             | [ N 46 ] |
| 2018 | Seanan McGuire             | Down Among the Sticks and Bones                                                                                            |                                                                             | [ N 46 ] |

### Annotazioni
1. ↑  Premio Locus romanzo breve 1973[5][6][7]
2. ↑  Premio Locus romanzo breve 1974[8][9][10]
3. ↑  Premio Locus romanzo breve 1975[11][12][13]
4. ↑  Premio Locus romanzo breve 1976[15][16][17]
5. ↑  Premio Locus romanzo breve 1977[20][21][22]
6. ↑  Premio Locus romanzo breve 1978[23][24][25]
7. ↑  Premio Locus romanzo breve 1979[26][27][28]
8. ↑  Premio Locus romanzo breve 1980[30][31][32]
9. ↑  Premio Locus romanzo breve 1981[35][36][37]
10. ↑  Premio Locus romanzo breve 1982[39][40][41]
11. ↑  Premio Locus romanzo breve 1983[43][44][45]
12. ↑  Premio Locus romanzo breve 1984[46][47][48]
13. ↑  Premio Locus romanzo breve 1985[51][52][53]
14. ↑  Premio Locus romanzo breve 1986[57][58][59]
15. ↑  Premio Locus romanzo breve 1987[62][63][64]
16. ↑  Premio Locus romanzo breve 1988[69][70][71]
17. ↑  Premio Locus romanzo breve 1989[72][73][74]
18. ↑  Premio Locus romanzo breve 1990[75][76][77]
19. ↑  Premio Locus romanzo breve 1991[78][79][80]
20. ↑  Premio Locus romanzo breve 1992[83][84][85]
21. ↑  Premio Locus romanzo breve 1993[88][89][90]
22. ↑  Premio Locus romanzo breve 1994[91][92][93]
23. ↑  Premio Locus romanzo breve 1995[94][95][96]
24. ↑  Premio Locus romanzo breve 1996[97][98][99]
25. ↑  Premio Locus romanzo breve 1997[100][101][102]
26. ↑  Premio Locus romanzo breve 1998[105][106][107]
27. ↑  Premio Locus romanzo breve 1999[109][110][111]
28. ↑  Premio Locus romanzo breve 2000[114][115][116]
29. ↑  Premio Locus romanzo breve 2001[118][119][120]
30. ↑  Premio Locus romanzo breve 2002[123][124][125]
31. ↑  Premio Locus romanzo breve 2003[126][127][128]
32. ↑  Premio Locus romanzo breve 2004[129][130][131]
33. ↑  Premio Locus romanzo breve 2005[132][133][134]
34. ↑  Premio Locus romanzo breve 2006[135][136][137]
35. ↑  Premio Locus romanzo breve 2007[138][139][140]
36. ↑  Premio Locus romanzo breve 2008[141][142][143]
37. ↑  Premio Locus romanzo breve 2009[144][145][146]
38. ↑  Premio Locus romanzo breve 2010[147][148][149]
39. ↑  Premio Locus romanzo breve 2011[150][151][152]
40. ↑  Premio Locus romanzo breve 2012[153][154][155]
41. ↑  Premio Locus romanzo breve 2013[156][157][158]
42. ↑  Premio Locus romanzo breve 2012[159][160][161]
43. ↑  Premio Locus romanzo breve 2015[162][163][164]
44. ↑  Premio Locus romanzo breve 2016[165][166][167]
45. ↑  Premio Locus romanzo breve 2017[168][169][170]
46. ↑  Premio Locus romanzo breve 2018[171][172][173]